# Municipio de Somers (Carolina del Norte)
El municipio de Somers (en inglés: Somers Township) es un municipio ubicado en el  condado de Wilkes en el estado estadounidense de Carolina del Norte. En el año 2010 tenía una población de 1.077 habitantes.

## Geografía
El municipio de Somers se encuentra ubicado en las coordenadas 36°5′45.48″N 80°54′40.26″O / 36.0959667, -80.9111833.